# Sara Cavarero
Sara Cavarero (Torí, 1978). És traductora del català i el castellà cap a l'italià. Va començar a treballar professionalment com a traductora el 2010, per tal d'acostar-se més a les seves arrels i pel seu amor a la literatura. Després dels seus estudis d'idiomes durant dos anys a la universitat, va decidir canviar de rumb i apuntar-se a Lletres, i ara és llicenciada en Lletres Modernes i Contemporànies per la facultat de Lletres i Filosofia de la Università degli Studi di Torino. Més tard, va participar en cursos de traducció, tant amb agències italianes o espanyoles encarregades de formació contínua com amb un curs per a traductors literaris organitzat a l'Scuola di specializzazione per traduttori editoriali, Agenzia Formativa Tutto Europa Ha escrit i publicat una novel·la ambientada a Barcelona, Il profumo del tempo. De moment ha traduït del català un recull de contes de Teresa Solana, Set casos de sang i fetge i una història de amor, i una novel·la de Najat El Hachmi, L'últim patriarca.
També és lectora de català per a editorials italianes, per a qui prepara informes de lectura.